# 어린 왕자 (2015년 영화)
《어린 왕자》(영어: The Little Prince, 프랑스어: Le Petit Prince)는 2015년 개봉한 프랑스의 애니메이션 영화이다. 앙투안 드 생텍쥐페리의 동명 중편 소설을 바탕으로 제작되었다.

## 목소리 출연진
| 배역             | 영어            | 프랑스어            | 한국어 |
| ---------------- | --------------- | ------------------- | ------ |
| 어린 왕자        | 라일리 오즈본   | 앙드레아 상타마리아 | 이효제 |
| 비행사           | 제프 브리지스   | 앙드레 뒤솔리에     | 온영삼 |
| 소녀             | 매켄지 포이     | 클라라 푸앵카레     | 김연우 |
| 엄마             | 레이철 매캐덤스 | 플로랑스 포레스티   | 최덕희 |
| 여우             | 제임스 프랭코   | 뱅상 카셀           | 윤세웅 |
| 장미             | 마리옹 코티야르 | 마리옹 코티야르     | 최하나 |
| 뱀               | 베니시오 델토로 | 기욤 갈리엔         | 장민혁 |
| 사업가           | 앨버트 브룩스   | 뱅상 랭동           |        |
| 나이 든 왕자     | 폴 러드         | 기욤 카네           |        |
| 자만에 빠진 남자 | 리키 저베이스   | 로랑 라피트         |        |
| 왕               | 버드 코트       | 아실 오르소니       |        |
| 선생님           | 폴 지어마티     | 베르나르 티펜       |        |
| 간호사           | 재키 반브룩     |                     |        |
| 이웃             | 마셀 브리지스   |                     |        |
| 경찰             | 제피 브래니언   | 파스칼 레지티뮈스   |        |

## 기타 제작진
- 총괄 제작: 진코 고토, 마크 오즈본
- 배역: 세라 헤일리 핀

## 반응

### 평가
로튼 토마토에서 비평 21편을 기준으로 신선도 95%를 기록하였으며, 평균 점수는 7.2/10이다. 메타크리틱에서는 비평 6편을 바탕으로 100점 만점에 70점을 기록하였다.